# Sainte-Consorce
Sainte-Consorce este o comună în departamentul Rhône din sud-estul Franței. În 2009 avea o populație de 1.878 de locuitori.

## Evoluția populației
| An        | 1975 | 1982  | 1990  | 1999  | 2006  | 2009  |
| --------- | ---- | ----- | ----- | ----- | ----- | ----- |
| Populație | 767  | 1.017 | 1.223 | 1.608 | 1.804 | 1.878 |